# Маруся (команда Формулы-1)
Marussia F1 Team — российско-британская автогоночная команда, выступавшая в Формуле-1 в 2012—2014 годах.
Команда была образована на основе команды «Вёрджин» после её покупки компанией Marussia Motors. В 2012 и 2013 годах команда использовала двигатели Cosworth, в 2014 году команда использовала двигатели Ferrari. В апреле 2014 стало известно, что президент компании Marussia Motors Николай Фоменко больше не является главой инженерного департамента «Маруси», а команда уже не имеет ни технических, ни финансовых связей с компанией Фоменко. В октябре 2014 года в компании была введена процедура внешнего управления. 7 ноября 2014 года было объявлено о прекращении деятельности компании. В 2015 году команда участвовала начиная со второй гонки под названием Manor.

## История

### Предыстория появления
В 2009 году тогдашний президент FIA, Макс Мосли и руководство федерации объявили о желании увеличить стартовую решетку команд Формулы-1 до 13. Был объявлен конкурс на четыре вакантных места в Формуле-1 и летом 2009 года названы четыре победителя, среди которых была британская команда Manor Grand Prix. Тогда же летом 2009 года появились слухи, что корпорация Virgin, британского миллиардера Ричарда Брэнсона может стать спонсором нового коллектива. О сделке между Manor Motorsport и Virgin Group было объявлено только 15 декабря 2009 года, в результате чего название команды изменилась на Virgin Racing. Тогда же, на Лондонской презентации команды стало известно, что российский производитель суперкаров компания Marussia Motors станет одним из спонсоров британского коллектива. И в течение сезона 2010 года, надпись «Marussia» находилась на верхней части носового обтекателя болида VR-01.
В конце года появилась информация, что компания Marussia Motors приобрела контрольный пакет акций Virgin Racing и в следующем сезоне команда изменит название на Marussia Virgin Racing. Собственно, в новом сезоне официально конструктором шасси так и осталась Virgin Racing, а название Marussia стало названием спонсора команды. Однако, новое шасси 2011 года получило имя MVR-02, которое представили 7 февраля в студии BBC, в Лондоне. Также Николай Фоменко добился того, чтобы команда выступала под российской лицензией, став таким образом второй российской командой за всю историю Формулы-1.
Неудачное выступление стало причиной того, что команда рассталась с Ником Уиртом в середине сезона. Николай Фоменко начал более существенные реформы в команде: приобретение Wirth Research, переезд из Шеффилда на приобретенную у Ника Уирта базу в Банбери, приглашение в качестве технического директора Пэта Симмондса, соглашение о сотрудничестве с McLaren и смена названия команды в конце сезона.
Стало известно, что из названия команды исчезнет название компании «Virgin», которая, тем не менее, останется одним из спонсоров российской команды. В средствах массовой информации стало фигурировать название Marussia Racing. А в начале 2012 стало известно о новом названии команды, которая в сезоне 2012 года будет называться Marussia F1 Team, тогда же был представлен и новый логотип.

### Сезон 2012
В конце 2011 года стало известно о призовых пилотах 2012 года, немец Тимо Глок останется в команде, а место Жерома Д’Амброзио займет француз Шарль Пик, ставший четвёртым в серии GP2 в 2011 году.
В середине января 2012 года Пэт Симмондс объявил, что команда представит новую машину только во второй серии тестов, но затем планы изменились. Команда пропустит первую серию тестов в Хересе с 7 по 10 февраля, чтобы сконцентрироваться на подготовке новой машины, которая будет представлена на третьей серии тестов в Барселоне 1 марта 2012 года. На второй серии тестов в Барселоне (21-24 февраля 2012 года) команда отработала с прошлогодним шасси MVR-02.
Планы команды снова были нарушены, когда новая машина не смогла пройти 1 из 18 обязательных краш-тестов FIA, поэтому согласно правилам она не смогла участвовать в тестах с новым болидом. Таким образом, в Marussia решили сконцентрироваться над решением проблемы и пропустить третьи и четвёртые тестовые серии в Барселоне, пока проблема не была решена уже после завершения всех предсезонных тестов 6 марта 2012 года.
В конце января 2012 года стало известно, что в сезоне 2012 года команда не будет использовать KERS, а в конце февраля — что на новой машине Marussia не будет ступеньки. Из-за проблем с прохождением краш-теста болид для 2012 года MR01 был представлен только 5 марта 2012 года в Сильверстоуне, чтобы использовать его в рамках «съемочного» дня.
3 июля 2012 года, во время испытательного заезда на территории аэродрома Даксфорд в английском графстве Кембриджшир, болид команды, ведомый тест-пилотом, испанкой Марией де Вильотой, при завершении первого круга неожиданно ускорился и врезался в припаркованный грузовик команды. С тяжелыми травмами головы и лица де Вильота была доставлена в клинику Адденбрук в Кембридже, где коллективом хирургов была проведена многочасовая операция. В результате полученных при аварии травм гонщица лишилась правого глаза, а спустя год — скончалась
В сентябре 2012 года Макс Чилтон стал резервным гонщиком команды. В последней гонке сезона у команды был шанс занять 10-ю строчку в Кубке Конструкторов, но Шарль Пик уступил 11-ю позицию Виталию Петрову из Caterham.

### Сезон 2013
В декабре 2012 года команда подтвердила контракт с новым пилотом британцем Максом Чилтоном, а также что Пэт Сиимондс назначен на пост технического директора команды (Симмондс до этого выполнял роль консультанта из-за «запрета на профессию» после скандала на Гран-при Сингапура 2008 года). А уже в январе следующего года стало известно, что основной пилот Тимо Глок уходит из команды, в сезоне 2013 года он будет выступать в чемпионате DTM.
5 февраля Marussia представила болид для 2013 года, который получил название MR02. На следующий день был объявлено о подписании контракта с бразильцем Луисом Разия, вторым пилотом команды, но из-за финансовых проблем бразильца его место занял слушатель Академии Ferrari и вице-чемпион Мировой серии Renault 3,5 литра, француз Жюль Бьянки́. Бьянки до этого работал на свободных заездах в составе Force India, но так и не получил там место боевого пилота.
С началом нового сезона Marussia оказалась единственной командой у которой не был подписан договор с FOM, после того как истек Договор Согласия в 2012 году, а новый так и не был подписан. В конце июня исполнительный директор команды Энди Уэбб рассказал, что договор не подписан, потому что Берни Экклстоун отказался от финансовых выплат команде, которая заняла 11-е место в Кубке конструкторов и переговоры о подписании договора все ещё продолжаются..
В апреле Lloyds Banking Group продала принадлежащие ей 25,3% акций команды Marussia, которые перешли к Marussia Motors. В 2011 году LDC выдала команде кредит на сумму 38,4 миллиона фунтов стерлингов, доведя общую сумму долга до 77,7 миллионов фунтов. На момент выхода LDC из числа акционеров, задолженность команды составила 81,2 миллиона фунтов.
В июле Пэт Симмондс объявил, что покидает команду и переходит в Williams.
Но несмотря на все трудности команда смогла сохранить 10-е место в Кубке конструкторов.

### Сезон 2014
В середине 2013 года Marussia подписала контракт на использование новой силовой установки Ferrari в сезоне 2014 года. В октябре стало известно, что Жюль Бьянки остаётся в команде. В январе руководство подтвердило что Макс Чилтон остается в команде на 2014 сезон, тем самым сохранив состав пилотов. На Гран-при Монако команда Marussia впервые в своей истории набрала очки благодаря усилиям Жюля Бьянки, который финишировал на восьмом месте, однако из-за штрафа был перемещён на девятую позицию, тем самым набрав 2 зачётных очка. Во время Гран-при Японии Жюль Бьянки попал в аварию, получив тяжёлую травму, впоследствии оказавшуюся смертельной. На следующем этапе — Гран-при России — команда не стала использовать резервных пилотов и выставила на старт только одну машину с Максом Чилтоном.
В конце октября команда Marussia объявила о введении внешнего управления. Параллельно заявлено, что команда пропустит гонки в США и Бразилии.
7 ноября 2014 года Marussia объявила о прекращении операционной деятельности и увольнении всех сотрудников. Поводом для закрытия послужило отсутствие финансирования. Таким образом, «домашний» Гран-при России стал для команды последним.
Благодаря двум очкам, набранным Жюлем Бьянки, по итогам сезона 2014 команда Marussia заняла 9 место в чемпионате, опередив Sauber и Caterham, не набравших очков вообще.

## Результаты выступлений
| Легенда к таблице |                                                                    |
| --- | ------------------------------------------------------------------ |
| В таблице перечислены результаты всех Гран-при Формулы-1, в которых принимала участие команда. Строками таблицы являются сезоны, столбцами — этапы чемпионата мира. В каждой клетке указаны сокращённое название этапа и результаты гонщиков команды, дополнительно обозначенные цветом. Расшифровка обозначений и цветов представлена в нижеследующей таблице. |                                                                    |
| \| Пример \| Описание \| \| ------------ \| ------------------------------------------------------------------ \| \| 1 \| Победитель \| \| 2 \| Второе место \| \| 3 \| Третье место \| \| 5 \| Финишировал, заработав очки \| \| Сход \| Не финишировал, но при этом заработал очки \| \| 12 \| Финишировал, не получив очков \| \| НКЛ \| Финишировал, но не попал в финальную классификацию \| \| 15 \| Участвовал вне зачёта, либо по отдельной классификации \| \| 18 \| Не финишировал, но попал в финальную классификацию \| \| Сход \| Не финишировал \| \| НКВ \| Не прошёл квалификацию \| \| НПКВ \| Не прошёл предквалификацию \| \| ДСК \| Дисквалифицирован \| \| ИСК \| Исключён из протокола соревнований \| \| ТТ \| Заявлен для участия только в тренировках \| \| НС \| Участвовал в квалификации, но не стартовал в гонке \| \| Т \| Травмирован или болен \| \| ОТК \| Отказ от участия \| \| НТР \| Прибыл на соревнования, но на трассу не выезжал \| \| НПР \| Был заявлен в числе участников, но не прибыл к началу соревнований \| \| О \| Соревнования отменены \| \| \| Не участвовал \| \| Поул-позиция \| \| \| Быстрый круг \| \| |                                                                    |
| Пример | Описание                                                           |
| 1 | Победитель                                                         |
| 2 | Второе место                                                       |
| 3 | Третье место                                                       |
| 5 | Финишировал, заработав очки                                        |
| Сход | Не финишировал, но при этом заработал очки                         |
| 12 | Финишировал, не получив очков                                      |
| НКЛ | Финишировал, но не попал в финальную классификацию                 |
| 15 | Участвовал вне зачёта, либо по отдельной классификации             |
| 18 | Не финишировал, но попал в финальную классификацию                 |
| Сход | Не финишировал                                                     |
| НКВ | Не прошёл квалификацию                                             |
| НПКВ | Не прошёл предквалификацию                                         |
| ДСК | Дисквалифицирован                                                  |
| ИСК | Исключён из протокола соревнований                                 |
| ТТ | Заявлен для участия только в тренировках                           |
| НС | Участвовал в квалификации, но не стартовал в гонке                 |
| Т | Травмирован или болен                                              |
| ОТК | Отказ от участия                                                   |
| НТР | Прибыл на соревнования, но на трассу не выезжал                    |
| НПР | Был заявлен в числе участников, но не прибыл к началу соревнований |
| О | Соревнования отменены                                              |
| | Не участвовал                                                      |
| Поул-позиция |                                                                    |
| Быстрый круг |                                                                    |

| Сезон | Шасси | Двигатель              | Ш | Гонщики           | 1   | 2    | 3   | 4    | 5    | 6    | 7    | 8   | 9    | 10   | 11  | 12   | 13   | 14   | 15   | 16   | 17   | 18   | 19   | 20  | Место | Очки |
| ----- | ----- | ---------------------- | - | ----------------- | --- | ---- | --- | ---- | ---- | ---- | ---- | --- | ---- | ---- | --- | ---- | ---- | ---- | ---- | ---- | ---- | ---- | ---- | --- | ----- | ---- |
| 2012  | MR01  | Cosworth CA2012 2,4 V8 | P |                   | АВС | МАЛ  | КИТ | БАХ  | ИСП  | МОН  | КАН  | ЕВР | ВЕЛ  | ГЕР  | ВЕН | БЕЛ  | ИТА  | СИН  | ЯПО  | КОР  | ИНД  | АБУ  | США  | БРА | 11    | 0    |
| 2012  | MR01  | Cosworth CA2012 2,4 V8 | P | Тимо Глок         | 14  | 17   | 19  | 19   | 18   | 14   | Сход | Т   | 18   | 22   | 21  | 15   | 17   | 12   | 16   | 18   | 20   | 14   | 19   | 16  | 11    | 0    |
| 2012  | MR01  | Cosworth CA2012 2,4 V8 | P | Шарль Пик         | 15  | 20   | 20  | Сход | Сход | Сход | 20   | 15  | 19   | 20   | 20  | 16   | 16   | 16   | Сход | 19   | 19   | Сход | 20   | 12  | 11    | 0    |
| 2012  | MR01  | Cosworth CA2012 2,4 V8 | P | Макс Чилтон       |     |      |     |      |      |      |      |     |      |      |     |      |      |      |      |      |      | тест |      |     | 11    | 0    |
| 2013  | MR02  | Cosworth CA2013 2,4 V8 | P |                   | АВС | МАЛ  | КИТ | БАХ  | ИСП  | МОН  | КАН  | ВЕЛ | ГЕР  | ВЕН  | БЕЛ | ИТА  | СИН  | КОР  | ЯПО  | ИНД  | АБУ  | США  | БРА  |     | 10    | 0    |
| 2013  | MR02  | Cosworth CA2013 2,4 V8 | P | Жюль Бьянки       | 15  | 13   | 15  | 19   | 18   | Сход | 17   | 16  | Сход | 16   | 18  | 19   | 18   | 16   | Сход | 18   | 20   | 18   | 17   |     | 10    | 0    |
| 2013  | MR02  | Cosworth CA2013 2,4 V8 | P | Макс Чилтон       | 17  | 16   | 17  | 20   | 19   | 14   | 19   | 17  | 19   | 17   | 19  | 20   | 17   | 17   | 19   | 17   | 21   | 21   | 19   |     | 10    | 0    |
| 2013  | MR02  | Cosworth CA2013 2,4 V8 | P | Родольфо Гонсалес |     |      |     | тест | тест |      |      |     | тест | тест |     | тест |      | тест |      |      | тест | тест | тест |     | 10    | 0    |
| 2014  | MR03  | Ferrari 056 1,6 V6     | P |                   | АВС | МАЛ  | БАХ | КИТ  | ИСП  | МОН  | КАН  | АВТ | ВЕЛ  | ГЕР  | ВЕН | БЕЛ  | ИТА  | СИН  | ЯПО  | РОС  | США  | БРА  | АБУ  |     | 9     | 2    |
| 2014  | MR03  | Ferrari 056 1,6 V6     | P | Макс Чилтон       | 13  | 15   | 13  | 19   | 19   | 14   | Сход | 17  | 16   | 17   | 16  | 16   | Сход | 17   | 18   | Сход |      |      |      |     | 9     | 2    |
| 2014  | MR03  | Ferrari 056 1,6 V6     | P | Жюль Бьянки       | НКЛ | Сход | 16  | 17   | 18   | 9    | Сход | 15  | 14   | 15   | 15  | 18   | 18   | 16   | 20   |      |      |      |      |     | 9     | 2    |
| 2014  | MR03  | Ferrari 056 1,6 V6     | P | Александер Росси  |     |      |     |      |      |      |      |     |      |      |     | тест |      |      |      |      |      |      |      |     | 9     | 2    |